# توتوش
توتوش (به مجاری:  Töttös) یک سکونتگاه مسکونی در مجارستان است که در بارانیا واقع شده‌است.